# Danske Havne
Danske Havne er en dansk brancheorganisation, der består af 64 erhvervshavne i Danmark. 
Organisationen blev dannet som Sammenslutningen af danske Havne i 1917. Danske Havne har til formål at skabe rammer for vidensdeling og netværk internationalt, at sikre havnenes muligheder og formidle viden om havnene samt at repræsentere havnene i forhold til det politiske system, herunder EU. Danske Havne finansieres primært via kontingent fra medlemshavnene, men udbyder også konsulentopgaver og kurser. 
Danske Havne er medlem af International Association of Ports and Harbors, European Sea Ports Organisation samt The International Association Navigation.
Danske Havne ledes overordnet af en bestyrelse, hvis formand er Carsten Aa, der også er direktør for Odense Havn. Næstformand er Thomas Kampmann, der til dagligt er direktør for Køge Havn.
Organisationens sekretariat er beliggende på Bredgade 23 i København, og Tine Kirk Pedersen er direktør.